# 라이브스트림

로고

비메오 라이브스트림(Vimeo Livestream)은 미국의 생방송 사이트이다. 생방송 플랫폼을 제공하고, 시청자 와의 채팅 기능은 페이스북, 트위터의 채팅이 준비되어 있으며, 영상 녹화 기능 등이 있다. HD 영상 전달 스테레오 음성 전달이 가능하다.